# Cyrto-hypnum campanulatum
Cyrto-hypnum campanulatum là một loài rêu trong họ Thuidiaceae. Loài này được (Mitt.) S.P. Churchill mô tả khoa học đầu tiên năm 1994.